# Муто, Кэйдзи
Кэйдзи Му́то (яп. 武藤 敬司, род. 23 декабря 1962, Фудзиёсида, Яманаси) — бывший японский рестлер, в настоящее время работающий в Pro Wrestling NOAH, где он является бывшим чемпионом GHC в тяжёлом весе.
Наиболее известен по своей работе в образе Великого Муты (ザ・グレート・ムタ, Za Gurēto Muta) в New Japan Pro-Wrestling (NJPW) в 1990-х годах, и по выступлениям в США, Пуэрто-Рико, Мексике и Тайване. С 2002 по 2013 год он был президентом и постоянным рестлером All Japan Pro Wrestling (AJPW).
Муто считается одним из величайших рестлеров всех времён, а также одним из первых японских рестлеров, завоевавших международную славу. Персонаж «Великий Мута» — один из самых влиятельных в пурорэсу, ему подражали многие борцы, в том числе Сатоси Кодзима (Великий Кодзи), Кадзуси Миямото (Великий Кадзуси), Ацуси Онита (Великий Нита) и Сэйя Санада (Великий Санада). Другие копировали или модифицировали приёмы, которые он популяризировал. Он участвовал в одном из самых кровавых матчей в истории рестлинга против Хироси Хасэ, что привело к созданию «шкалы Муты», которая оценивает кровавость матчей.
Муто — один из трёх рестлеров, выигравших три главных титула пурорэсу: титул чемпиона Тройной короны в тяжёлом весе (AJPW), титул чемпиона IWGP в тяжёлом весе (NJPW) и титул чемпиона GHC в тяжёлом весе (NOAH). Он единственный из них, кто также выиграл титул чемпиона мира NWA в тяжёлом весе, что делает его девятикратным чемпионом мира. В общей сложности он владел 31 чемпионским титулом.
Муто был владельцем и основателем Wrestle-1 (W-1), где он также полурегулярно выступал. Он выступал в американском промоушене Total Nonstop Action Wrestling (TNA) в рамках обмена талантами между TNA и W-1.
В июне 2022 года Муто объявил, что закончит карьеру в 2023 году, а его прощальный матч состоялся 21 февраля в «Токио Доум». Член Зала славы WWE с 2023 года.

## Карьера в рестлинге

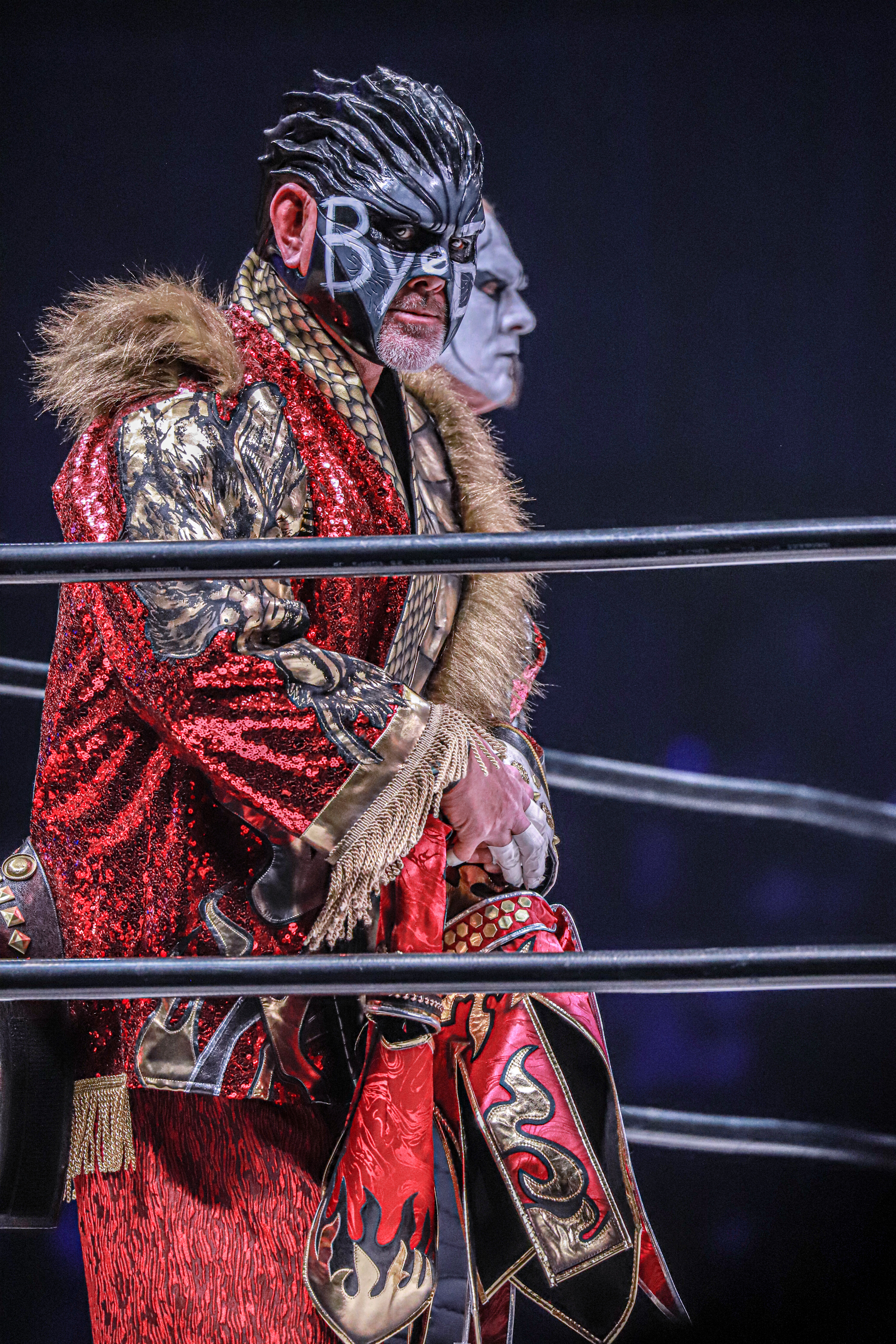
Великий Мута в 2023 году

## В популярной культуре
Муто снялся в огромном количестве выступлений в средствах массовой информации Японии, включая множество рекламных роликов и фильмов. Муто давал интервью для документального фильма о рестлинге Bloodstained Memoirs.
В 1995 году Муто снялся в японском триллере Yajuu Densetsu: Dragon Blue, в роли Рюсаки, обходительного детектива, который объединяет усилия с красивой молодой спиритуалисткой по имени Мадзуки (в исполнении Хироко Танаки), чтобы раскрыть странное дело об убийствах, совершённых мистическим морским существом.
В 2004 году он сыграл роль Гарольда Сакаты в фильме «Рикидодзан», основанном на реальной истории борца, который впоследствии стал известен как «Отец Пурорэсу»; Гарольд Саката взял Рикидодзана под своё крыло и ввёл его в мир рестлинга.
В 2006 году он появился в качестве приглашённой звезды в японском историческом драматическом сериале «Сайюки», сыграв старосту деревни, которому помогает сын Гоку (его играет Синго Катори).
Муто много сотрудничал с японской компанией по производству одежды A Bathing Ape, помогая им выпускать футболки с его изображением и логотипом All Japan Pro Wrestling. Муто также отвечал за организацию Bapesta Pro Wrestling, ранее ежегодного мероприятия по рестлингу, спонсируемого и продвигаемого компанией Bape.
Муто появляется в качестве члена банды в видеоигре 2017 года Yakuza Kiwami 2, вместе с Гэнъитиро Тэнрю, Масахиро Тёно, Рики Тёсю и Тацуми Фудзинами.

## Личная жизнь
В 1992 году Муто женился на Хисаэ Асиде. У них двое детей, сын (род. 1996) и дочь Айри (род. 2000), которая является актрисой, а также появлялась в Wrestle-1.
Вне рестлинга Муто владеет рестораном суши под названием Dining 610, который был вдохновлён ранним образом Муто «Космического одинокого волка». Цифры 610 означают «Муто».